# Vídeo (banda)
Vídeo es un grupo musical español de los 80, contemporáneo de Mecano y Olé Olé, de estilo tecno-pop. Son recordados por su tema «La noche no es para mí».

## Historia

### Inicios
El origen del grupo surge en 1981 en Valencia proveniente del country rock por la discográfica Discos Zafiro.
El grupo lo integraban Carlos Solís (bajo eléctrico), Vicente Chust (guitarra), José Manuel Moles (guitarra), Puchi Balanzá (batería), Pepa Villalba †(voz) y Sissi Álvarez (teclista y coros), esta última dedicada a experimentar con un sintetizador y algo de percusión electrónica.
Su primer sencillo fue «La noche no es para mí», producido por Tino Casal el cual fue todo un éxito en 1983, impulsando la grabación del álbum «Vídeoterapia» que incluía el tema «Víctimas del Desamor».

### Regreso
En 2011 Vídeo presenta su nueva formación, liderada por José Manuel Moles y Vicente Chust, los dos originales del anterior conjunto, acompañados por una nueva cantante: Nita.
En primer lugar, lo hacen recordando sus grandes éxitos, actualizados en el disco llamado «DosMilOnce» editado en 2011.Contiene diez versiones renovadas con un estilo volcado al puro pop español y con base roquera. Entre ellas, se incluye una versión de la canción «Embrujada» como homenaje a Tino Casal.
A finales de julio de 2013 editan un nuevo tema inédito que se tituló «Blue Jail». En agosto de 2014 se publica el videoclip de esta canción.

## Álbumes
- «Vídeoterapia» (1983).
- «Código secreto» (1984).
- «Relatos de diez mundos» (1986).
- «Brisa de amor» (1989).
- «DosMilOnce» (2011).